# Семёнкино (Аургазинский район)
Семёнкино (баш. Семёнкин) — село в Семёнкинском сельсовете Аургазинского района Республики Башкортостан Российской Федерации. Прежнее название села (до 1900 г.):  Семёново.

## Географическое положение
Расстояние до:
- районного центра (Толбазы): 27 км,
- ближайшей железнодорожной станции (Стерлитамак): 28 км.

## История
В «Списке населенных мест по сведениям 1870 года», изданном в 1877 году, населённый пункт упомянут как деревня Семенова 1-го стана Стерлитамакского уезда Уфимской губернии. Располагалась при речке Асаве, по левую сторону Оренбургского почтового тракта из Стерлитамака в Уфу, в 25 верстах от уездного города Стерлитамака и в 25 верстах от становой квартиры в деревне Толбазы (Адиль-Муратова). В деревне, в 170 дворах жили 851 человек (419 мужчин и 432 женщины, мещеряки тептяри), были 2 мечети, 2 училища, 12 лавок, базары по воскресеньям. Жители занимались земледелием, скотоводством, лесным промыслом. 

## Население
| 2002 | 2009 | 2010 |
| ---- | ---- | ---- |
| 724  | ↘658 | ↗679 |

## Религия
В селе есть мечеть.

## Известные уроженцы
- Саттаров Минибай Зайнетдинович — заместитель директора завода производственного объединения «Салаватнефтеоргсинтез» (1979—1980), Герой Социалистического Труда.
- Аскарова Гульсум Зайнулловна (род. 20 января 1942) — колхозница, депутат Верховного Совета СССР Х созыва.